# Special Force (videojuego de 2004)
Special Force (llamado Soldier Front en América del Norte) es un videojuego de disparos en primera persona gratuito en línea desarrollado por el desarrollador de juegos surcoreano Dragonfly. Dragonfly es un desarrollador y editor de videojuegos de Corea del Sur con sede en Seúl. Si bien es una empresa pequeña, se destaca por lanzar muchos juegos populares tanto en Corea como a nivel mundial, incluidos Special Force y Karma, y continúa lanzando juegos tanto a nivel nacional como en el extranjero.

## Modo de juego
Special Force ofrece varios modos de juego que incluyen batalla en equipo (colocación de bombas, escape, robo de objetos, etc.), batalla individual, combate a muerte en equipo y modo terror. La mayoría de los modos constan de un equipo rojo y un equipo azul, con las excepciones de un modo de batalla única, entrenamiento y terror. El juego permite que un máximo de 16 usuarios estén en la misma sala jugando juntos.
Los jugadores pueden comprar y utilizar una variedad de fuerzas de personajes, incluyendo el GIGN francés, el GSG 9 alemán, el PASKAL de Malasia, la Infantería de Marina de la República de Corea, la Fuerza Delta del Ejército de los Estados Unidos y los Spetsnaz rusos. Los jugadores también pueden alquilar equipos de velocidad y armadura. Hay disponibles varias armas de temática moderna. Las armas tienen durabilidad y deben repararse con frecuencia. Las armas no se pueden modificar como en otros shooters en primera persona, pero una vez compradas, son permanentes y permanecen en el inventario hasta que el jugador las vende.
Los jugadores suben de rango después de recibir suficientes puntos de experiencia, obtenidos después de cada partida, con recompensas adicionales en ciertos rangos.

### Actualización de gráficos
El 14 de julio de 2009, Dragonfly proporcionó un parche para la versión coreana que consistía en una interfaz de usuario rediseñada y elementos del juego reorganizados para la celebración del quinto aniversario del juego. Junto con esto, se actualizaron muchos de los gráficos de las armas más antiguas. Este parche se aplicó a todas las demás versiones del juego durante el año siguiente.

## Secuela
La segunda versión del juego, Special Force II, utiliza Unreal Engine 3. Aeria Games anunció en marzo de 2013 que Special Force 2 se lanzaría en el mercado norteamericano como Soldier Front 2. En agosto de 2015, Aeria Games cerró la versión norteamericana del juego y en octubre de 2016 los derechos de publicación de la versión norteamericana del juego fueron entregados a Gameforge. El juego fue relanzado en Norteamérica con el mismo nombre que en otras regiones. Las versiones europea y norteamericana del juego fueron propiedad de Gameforge hasta el 20 de agosto de 2018, cuando se cerraron las versiones norteamericana y europea del juego.

## Ligas profesionales
S.K.I.L.L. – Special Force 2 es una liga profesional dirigida por Electronic Sports League en Europa occidental que comenzó en 2013. La Special Force II Pro League en Taiwán dirigida por la Taiwan eSports League y transmitida por Fox Sports 3. La temporada inaugural comenzó el 2 de octubre de 2015.